# Fantastická symfonie
Fantastická symfonie s (dnešním) podtitulem Epizoda ze života umělcova (op. 14) v originále Symphonie fantastique, Épisode de la vie d’un artiste je symfonické dílo francouzského skladatele Hectora Berlioze z roku 1830. Původní název zněl Epizoda ze života umělcova, fantastická symfonie v pěti částech, francouzsky Épisode de la vie d’un artiste, symphonie fantastique en cinq parties. Skladba byla inspirována zprvu neopětovanou láskou skladatele k herečce Harriet Smithsonové, která se později stala Berliozovou manželkou. 
Uvedení symfonie (která se svou formou blíží cyklu symfonických básní) je považováno za začátek novoromantismu. Je napsána v tónině c-moll, věnována byla caru Mikuláši I. Je to první programní symfonie vůbec.
Berlioz  tuto symfonii složil ve věku 26 let. Byla poprvé uvedena 5. prosince 1830 v sále pařížské konzervatoře. Mezi posluchači se nacházel též devatenáctiletý Franz Liszt, který byl symfonií nadšen tak, že ji zaranžoval pro klavír. Berlioz později symfonii upravil hudebně i dějově, v roce 1831 dokonce zkomponoval její volné pokračování Lélio neboli návrat do života (uvedeno v roce 1832, později rovněž upraveno).

## Obsah díla
- 1.věta: Sny-vášně  Largo. Allegro agitato e appassionato assai
- 2.věta: Ples   Waltz. Allegro non troppo
- 3.věta: Scéna na venkově  Adagio
- 4.věta: Pochod k popravišti Allegro non troppo
- 5.věta: Sabbat čarodějnic  Larghetto. Allegro

## Děj

### Děj předcházející symfonii
Mladý hudebník s rozbolavělou duší, beznadějně zamilovaný, řeší bezvýchodnost své situace tím, že se otráví opiem. Nebere si však smrtelnou dávku, a proto pouze upadá do hlubokého spánku a zdá se mu děsivý sen, z něhož se nemůže probudit. Jeho city a vzpomínky se přetvářejí v hudební myšlenky a obrazy. Jeho nejmilejší dívka, kterou ve snu spatřuje, se stává v jeho snu melodií, respektive tzv. idée fixe, s níž se setkává a slyší ji všude a která nás provází celým dílem. Následuje hlavní příběh, který je v symfonii vyprávěn.

### 1. věta: Sny – vášně
Mladý hudebník vzpomíná na svůj dřívější život, na svou duševní rovnováhu a spokojenost a na ty podrážděné vášně, na smutek dřív než spatřil tu, kterou miluje. A pak na velikou vášeň a nekonečnou lásku, horečné myšlenky, které se neustále vracejí k milované dívce.

### 2. věta: Na plese
Hrdina svou lásku náhodně potkává na plese. Oproti předchozí větě (Largo. Allegro agitato e appassionato assai), která je relativně dlouhá a snivá, je hlavní melodie ve znamení valčíku (Allegro non troppo). Objevuje se tu střídavě idée fixe. Tato věta je napsána tak, aby vzbuzovala představu, jak se hrdina prodírá roztančeným parketem, v němž se mu jeho láska ztrácí (idée fixe).

### 3. věta: Na venkově
Tato část začíná velmi lyricky. Jednoho letního večera, když je hlavní hrdina na venkově, uslyšel melodii, kterou hráli dva pastýři. Mladík je obklopen skladkými zvuky, poklidnými poli a lesy, které uklidňují jeho duši a vnášejí do ní klid a pohodu. Tu se náhle dívka znova objevuje, klid je rázem pryč. Celou jeho bytostí prostoupí láska. Obává se zlé předtuchy a táže se, zda je mu věrná. Jeden z pastýřů opět začíná hrát svoji naivní melodii, druhý mu však už neodpovídá. Slunce se sklání k obzoru, v dálce zahřmí hrom, nastane ticho, mladík zůstává v údolí osamocen.

### 4. věta: Pochod k popravišti
Tato věta začíná temnými rytmickými akordy, vnitřní napětí vzrůstá. Hrdinovi se zdá, že svoji milovanou zabil a nyní je veden na popraviště. Hudba je rázná, energická, v pochodovém rytmu. Krátce před smrtí se hrdinovi zjevuje jeho láska, přervaná krutým a nelítostným osudem. Hudebně je vyjádřeno dopadnutí katovy sekery, následuje fanfára symbolizující vstup do pekla.

### 5. věta: Sabat čarodějnic
Hrdina je na sabatu čarodějnic, obklopen strašidelnými stíny. Odněkud se ozývá šum, steny, výkřiky. Příjemná melodie (idée fixe) se ozve ještě jednou a pak ztrácí svůj půvab a křehkost a čím dál víc nabývá na zrůdnosti. To jeho milá přišla na sabbat. Vítá ji radostný křik. Připojuje se posléze k ďábelským orgiím. Náhle se ozvou pohřební zvony, parodie na chorál Dies irae a společně s ním tanec čarodějnic. Symfonie je zakončena bouřlivým finále.